# Остфризцы

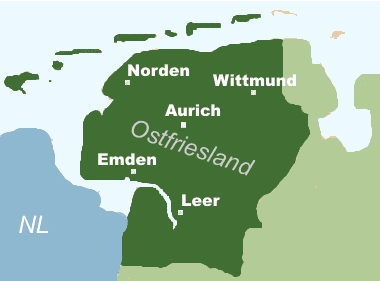
Восточная Фризия

Остфризцы (нем. Ostfriesen) — в широком понимании этого термина — жители германского региона Восточная Фризия — на северо-западе земли Нижняя Саксония. В более узком варианте — это восточная ветвь фризов, которая вместе с датчанами, лужичанами, синти и цыганами считаются национальными меньшинствами в Германии.
Жители этого региона на протяжении более 1000 лет с переменным успехом вели борьбу с наступающим морем, сооружая дамбы (нем. Deich) и строя каналы (нем. Siel) для осушения отвоёванной у моря земли. Выполнение этих работ требовало участия практически всего местного населения. Это способствовало возникновению специфической жизненной философии и морали.
Вероятно, что остфризцы являются большинством жителей региона Восточная Фризия, невозможно предоставить точные данные, так как выбор принадлежности к этнической группе является свободным и официальная перепись населения не спрашивает эти данные. Федеральное министерство внутренних дел отделяет восточных фризов (остфризцев) от затерландских фризов, которые говорят на затерландском диалекте восточнофризского языка. Остфризцы же рано[когда?] потеряли свой язык и говорят на своём диалекте нижненемецкого языка, который невзаимопонимаем с западнофризским языком